# Ле Ван Хоать
Ле Ван Хоать (1896, Фонгдьен — 1978, Кантхо) — вьетнамский политик, президент правительства Автономной республики Кохинхина с 1946 по 1947 год.

## Биография
Ле Ван Хоать родился в селе Фонгдьен, в регионе Кантхо, и изучал медицину в Ханойском университете, затем во Франции. Вернувшись в Кохинхину, он присоединился к движению каодаистов. Во время японского государственного переворота в марте 1945 года он выполнял обязанности начальника полиции в Кантхо, которые он использовал, чтобы помочь французам прятаться, избегая ареста. В июне 1946 года, в знак признания оказанных услуг, французы предоставили ему место в Консультативном совете Кохинхины в качестве представителя Кантхо..
В конце 1946 года, после самоубийства президента Кохинхинского автономного правительства Нгуен Ван Тхиня, временно его место занял полковник Нгуен Ван Суан, но последний выступил за объединение трёх вьетнамских стран, тогда ещё отдельных: Аннама, Тонкина и Кохинхины, что подтолкнуло французов к тому, чтобы отдать предпочтение Ле Ван Хоатю.
Будучи президентом временного правительства, Хош выступал за независимость Кохинхины, но вскоре потерял поддержку населения Сайгона. Французы, осознав безуспешность автономистской повестки, отказались от идеи сохранения Кохинхины как автономной республики. В то время вариант возвращения к власти бывшего императора Бао-дая, как главы объединенного Вьетнама, кажется, начал обретать форму. Нгуен Ван Суан использовал своё влияние и интриги, дабы быть назначенным главой южного правительства и иметь возможность стать посредником между французами и Бао-даем. В начале октября ему удалось сменить Ле Ван Хоатя во главе правительства Кохинхины (переименованного во Временное правительство Южного Вьетнама).
Ле Ван Хоать затем основал новое движение, Вьетнамское национальное собрание, и выступил за восстановление монархии, заявив, что отречение Бао Дая в 1945 году было недействительным. Он стремился сформировать общий фронт, объединяющий каодаистов, хоахао, католиков и протестантов, но не смог приобрести никакого реального влияния.
В 1952 году он стал министром здравоохранения в правительстве «национального союза» Нгуен Ван Тама. Впоследствии он оставался активным членом политических кругов Южного Вьетнама.
Младший брат Ле Ван Хоатя, профессор Ле Ван Хуан, преподавал в школе Петруса Ки. Он присоединился к борьбе Вьетминя против французов. Позже доктор Хуан стал заместителем председателя Центрального комитета Отечественного фронта Вьетнама.